# 鱼市镇
鱼市镇是中华人民共和国湖南省怀化市新晃侗族自治县下辖的一个乡镇级行政单位。

## 行政区划
鱼市镇下辖以下地区：
鱼市社区、酒店塘社区、新桥村、团溪村、天枞村、笑天洞村、岩山村、鱼市村、前锋村、光辉村、老黄冲村、小鱼塘村、和平村、古里村和大坝河村。

## 历史
清朝嘉庆（1796年—1820年）时期，它在晃州的管辖之下。
中华民国时期，它属于第三行政区管辖。
1956年，鱼市乡设立。1958年，改名“鱼市人民公社”。1984年恢复“鱼市乡”的名称，同年12月升格为“鱼市镇”。2015年10月，晏家乡（大湾村除外）并入鱼市镇。

## 地理
鱼市镇坐落在新晃侗族自治县北部，北面是贵州省铜仁市，东面是晃州镇和禾滩镇，西面是林冲镇，南面是扶罗镇。
㵲阳河流经鱼市镇。

## 经济
鱼市镇收入来源主要是农业和地方工业，茶油和桐油是地方主要经济作物。

## 交通
沪昆高速公路从东北至西南穿过鱼市镇。
沪昆客运专线也从东北至西南穿过鱼市镇。